# Фундація прусської культурної спадщини
52°30′24″ пн. ш. 13°21′19″ сх. д. / 52.5067059° пн. ш. 13.3551739° сх. д.

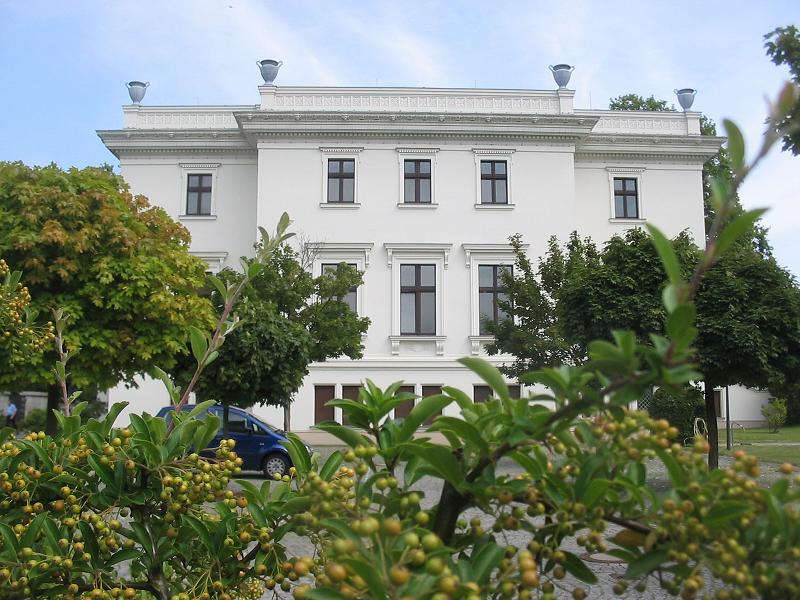
Вілла фон де Гайдна — будівля головного управління Фундації прусської культурної спадщини, район Тіргартен, Берлін

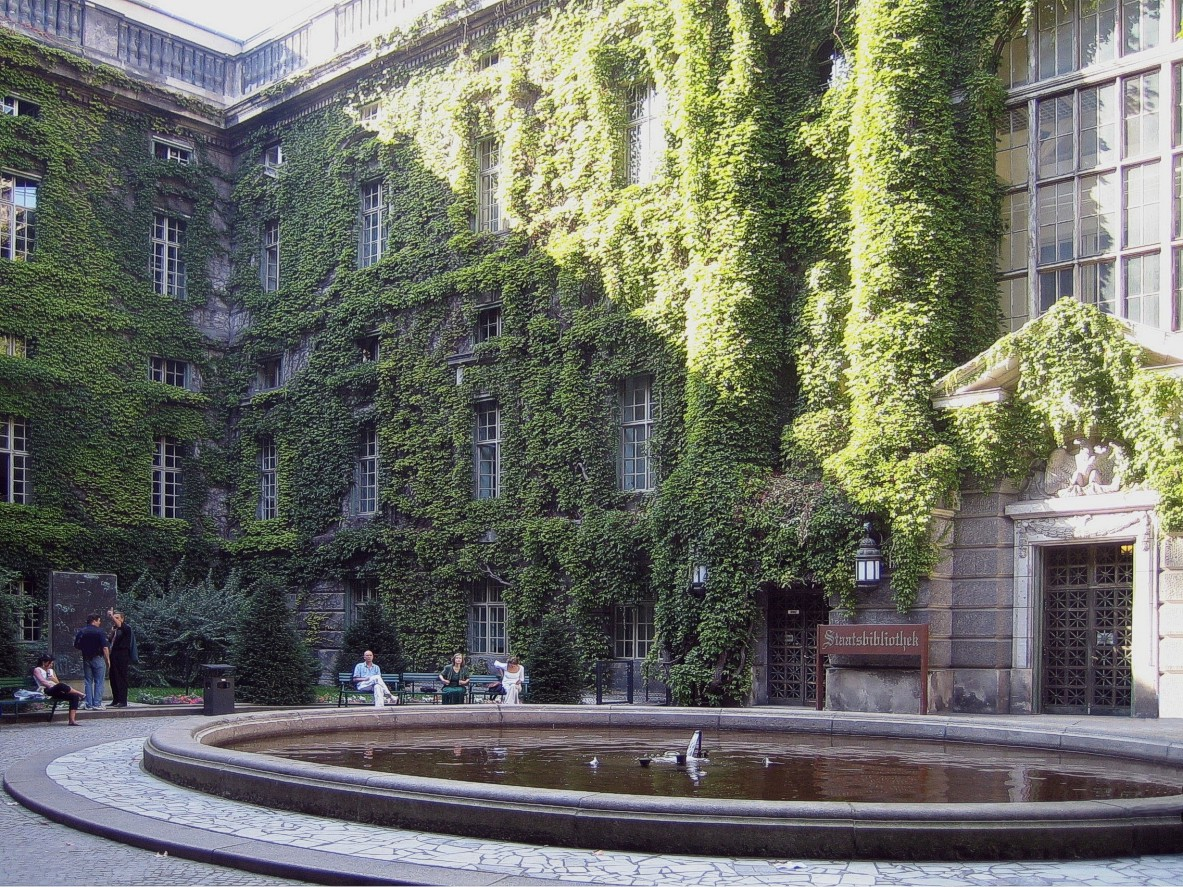
Державна бібліотека в Берліні також входить до цієї фундації

Фунда́ція пру́сської культу́рної спа́дщини (нім. Stiftung Preußischer Kulturbesitz) — фундація, зареєстрована відповідно до норм публічного права, що перебуває в підпорядкуванні державного міністра у справах культури ФРН. Належить до числа найбільших установ культури світу.
Фундація була заснована 25 липня 1957 року федеральним законом ФРН. Спочатку перед нею було поставлене першочергове завдання збереження культурних цінностей, що належали Пруссії. На основі зібрань та архівів прусської держави виникло 17 державних музеїв Берліна, Державна бібліотека, Таємний архів і цілий ряд науково-дослідних установ.
Після об'єднання Німеччини на фундацію покладено завдання об'єднання раніше розділених зборів.
На 75% Фундація фінансується з федеральних коштів, 25% коштів надаються землями. Витрати на утримання і експлуатацію будівель на Музейному острові в наш час[коли?] повністю покриваються з федеральних коштів.
Фундація має щорічну премію імені Фелікса Мендельсона-Бартольді, якою нагороджуються найкращі молоді музиканти, учні в музичних школах Німеччини.

## Установи Фундації прусської культурної спадщини
- Державні музеї Берліна
- Державна бібліотека в Берліні
- Таємний державний архів прусської культурної спадщини («Прусський державний архів»)
- Іберо-американський інститут (найбільший науково-дослідний інститут Південної Америки за межами континенту)
- Державний інститут музикознавства
- Інститут музеєзнавства
- Фотоархів прусського культурної спадщини

## Президенти фундації
- 1967—1977: Ганс-Георг Ворміт
- 1977—1998: професор Вернер Кнопп
- 1999—2008: Клаус-Дітер Леман
- 2008–2024: Герман Парцінгер
- з 1 червня 2025: Маріон Акерманн